# Грун, Элс де
Элс де Грун (нидерл. Els de Groen-Kouwenhoven; род. 23 декабря 1949, Гаага) — нидерландская детская писательница, депутат Европарламента в  2004—2009 годах.

## Биография
Элс де Грун родилась в Гааге. Сперва она работала учительницей французского языка, а потом начала профессионально заниматься литературой. Первоначально она писала книги для подростков и для детей, с 1999 года начала публиковать также романы, рассчитанные на взрослую аудиторию, а в 2018 и 2020 годах опубликовала два сборника стихов.
Русскоязычному читателю творчество Элс де Грун, в основном, знакомо по двум книгам. Первую из них, «Год хорошего ребёнка», она написала в соавторстве с Эдуардом Успенским. Эта книга разошлась на русском языке суммарным тиражом более миллиона экземпляров. Эдуард Успенский получил за неё премию имени Аркадия Гайдара.
Вторая книга, «Банда тётушки Барбары», в увлекательной форме повествует о группе («банде») эко-активистов со старушкой Барбарой во главе.
Другие книги Элс де Грун по состоянию на 2022 год на русский язык не переводились.
С 2004 по 2009 год Элс де Грун была депутатом Европарламента, где входила в состав фракции «Зелёные — Европейский свободный альянс». Она не выставляла свою кандидатуру на следующих выборах, и с тех пор не занимается политикой, сосредоточившись на литературе.
Элс де Грeн замужем, имеет сына и дочь.